# John Halloran
Pour les articles homonymes, voir Halloran.
John Halloran, né le 19 octobre 1907 à Sydney (Nouvelle-Galles du Sud) et mort le 9 mars 1997 au Canada (lieu inconnu), est un acteur australien.

## Biographie
Installé dans sa jeunesse aux États-Unis, John Halloran entame sa carrière au théâtre et joue notamment à Broadway (New York) dès 1929. Là, il contribue à dix pièces, dont Le Marchand de Venise de William Shakespeare (1930, avec Maurice Moscovitch et Selena Royle), The Barretts of Wimpole Street (en) de Rudolf Besier (1931, avec Katharine Cornell et Brian Aherne), Orgueil et Préjugés d'Helen Jerome (adaptation du roman éponyme de Jane Austen, 1935, avec Alma Kruger et Lucile Watson) et Richard II du même Shakespeare (1937, avec Maurice Evans dans le rôle-titre et Olive Deering). Sa dernière pièce à Broadway est Escape This Night de Robert Steiner et Harry Horner (1938, avec Hume Cronyn).
Il contribue ensuite au cinéma à cinquante-quatre films américains (dont des westerns), depuis Du sang dans le soleil de Frank Lloyd (1945, avec James Cagney et Sylvia Sidney) jusqu'à Bob et Carole et Ted et Alice de Paul Mazursky (1969, avec Natalie Wood et Robert Culp). Entretemps, mentionnons L'Ange et le Mauvais Garçon de James Edward Grant (1947, avec John Wayne et Gail Russell), Je suis un aventurier d'Anthony Mann (1954, avec James Stewart et Walter Brennan) et Bungalow pour femmes de Raoul Walsh (1956, avec Jane Russell et Richard Egan).
Enfin, à la télévision américaine, il collabore à vingt-cinq séries (surtout de western) entre 1950 et 1961, dont The Lone Ranger (un épisode, 1951), Histoires du siècle dernier (un épisode, 1954) et Cisco Kid (1956).
John Halloran meurt en 1997, à 89 ans.

## Théâtre à Broadway (intégrale)
- 1929-1930 : The First Mrs. Fraser de St. John Irvine (en) : Ninian Fraser
- 1930 : Suspense (en) de Patrick MacGill (en) : Pettigrew
- 1930 : Le Marchand de Venise (The Merchant of Venice) de William Shakespeare : Lorenzo
- 1931 : The Barretts of Wimpole Street (en) de Rudolf Besier, production de Katharine Cornell, décors et costumes de Jo Mielziner : Octavius Moulton-Barrett[1]
- 1932 : The Mad Hopes de Romney Brent : Hilton Hope
- 1934 : The Wooden Slipper de (et mise en scène par) Samson Raphaelson : Michael Hajos
- 1934 : First Episode de Terence Rattigan et Philip Heimann : Tony Wodehouse
- 1935 : Orgueil et Préjugés (Pride and Prejudice) d'Helen Jerome (d'après le roman éponyme de Jane Austen), décors et costume de Jo Mielziner, mise en scène de Robert B. Sinclair : Charles Bingley[2]
- 1937 : Richard II (King Richard II) de William Shakespeare : Bushy
- 1938 : Escape This Night de Robert Steiner et Harry Horner, costumes d'Helene Pons : Laurence Harding

## Filmographie partielle

### Cinéma

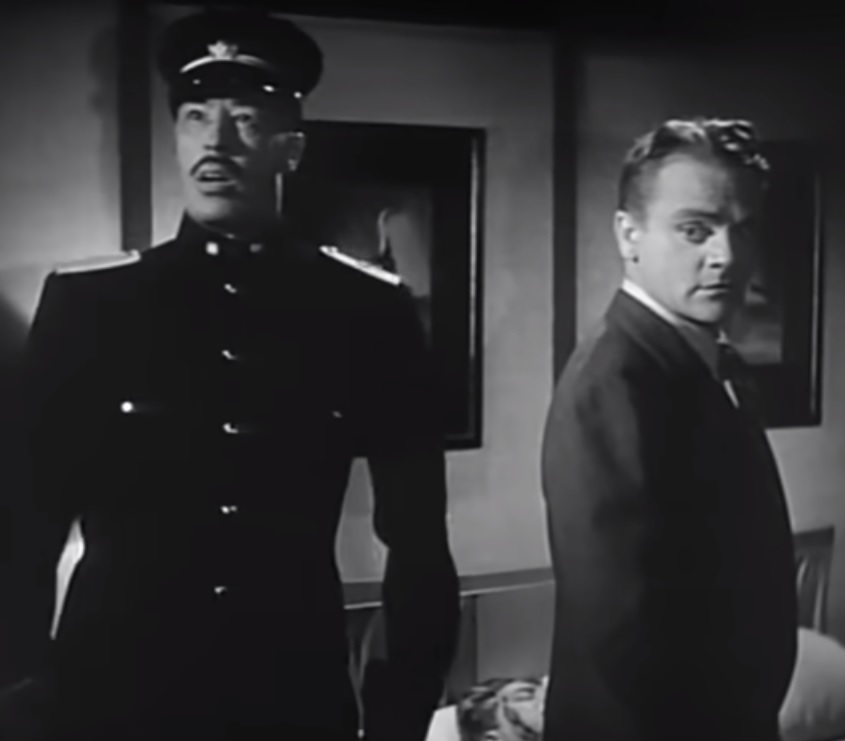
Du sang dans le soleil (1945) :
John Halloran (à g.) et James Cagney

- 1945 : Du sang dans le soleil (Blood on the Sun) de Frank Lloyd : le capitaine Oshima
- 1946 : La Ville des sans-loi (Badman's Territory) de Tim Whelan : Hank McGee
- 1947 : L'Ange et le Mauvais Garçon (Angel and the Badman) de James Edward Grant : Thomas Worth
- 1948 : La Descente tragique (Albuquerque) de Ray Enright : Matt Wayne
- 1948 : Ton heure a sonné (Coroner Creek) de Ray Enright : un pilier de bar
- 1949 : L'Homme de Kansas City (Fighting Man of the Plains) d'Edwin L. Marin : Harmer
- 1949 : Samson et Dalila (Samson and Delilah) de Cecil B. DeMille : un collecteur d'impôts
- 1950 : Le Fauve en liberté (Kiss Tomorrow Goodbye) de Gordon Douglas : Peter Cobbett
- 1951 : Fort Invincible (Only the Valiant) de Gordon Douglas : une sentinelle
- 1951 : Sirocco de Curtis Bernhardt : un garde
- 1951 : L'Épée de Monte Cristo (Mask of the Avenger) de Phil Karlson : un forgeron
- 1951 : Feu sur le gang (Come Fill the Cup) de Gordon Douglas : un barman
- 1952 : Les clairons sonnent la charge (Bugles in the Afternoon) de Roy Rowland : un passager en diligence
- 1952 : Au royaume des crapules (Hoodlum Empire) de Joseph Kane : l'inspecteur Willard
- 1952 : Les Conquérants de Carson City (Carson City) d'André de Toth : Joel, le barman
- 1953 : Toutes voiles sur Java (Fair Wind to Java) de Joseph Kane : un garde
- 1954 : Je suis un aventurier (The Far Country) d'Anthony Mann : un barman
- 1955 : Le Souffle de la violence (The Violent Men) de Rudolph Maté : le deuxième fermier
- 1955 : la Loi du plus fort (Timberjack) de Joseph Kane : un bûcheron
- 1955 : À l'est d'Éden (East of Eden) d'Elia Kazan : un représentant de la ville au défilé
- 1955 : Le Culte du cobra (Cult of the Cobra) de Francis D. Lyon : le grand prêtre
- 1956 : La Loi de la prairie (Tribute to a Bad Man) de Robert Wise : un cow-boy
- 1956 : Bungalow pour femmes (The Revolt of Mamie Stover) de Raoul Walsh : Henry, le videur du club
- 1957 : Kronos de Kurt Neumann : un agent de sécurité du laboratoire
- 1957 : L'Homme aux mille visages (Man of a Thousand Faces) de Joseph Pevney : un propriétaire de saloon
- 1968 : Rosemary's Baby de Roman Polanski : un mécanicien
- 1969 : Bob et Carole et Ted et Alice (Bob & Carol & Ted & Alice) de Paul Mazursky : Conrad

### Télévision
(séries)

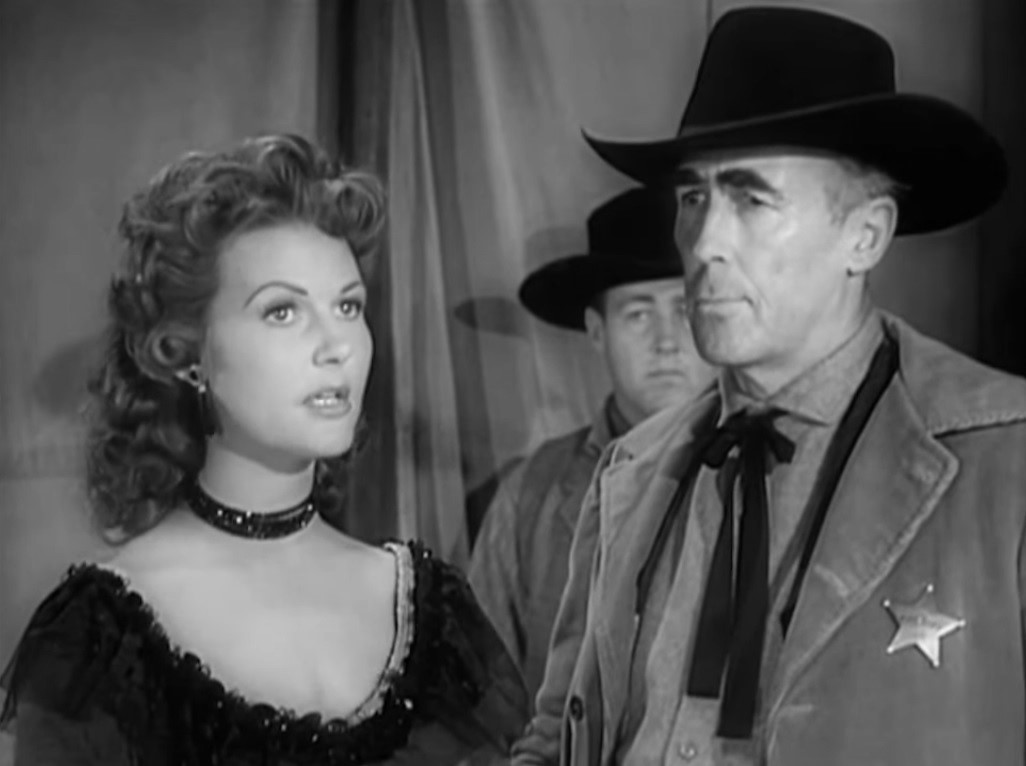
Avec Marlo Dwyer, dans Histoires du siècle dernier, épisode Bill Longley (1954)

- 1950 : Dick Tracy, saison 2, épisode 16 Tess and the Smugglers
- 1951 : The Lone Ranger, saison 2, épisode 17 La Loi à la lettre (Letter of the Law) : Tom
- 1953 : Les Aventuriers du Far West (Death Valley Days), saison 1, épisode 16 Sego Lilies de Stuart E. McGowan : un mormon témoin de l'accident
- 1954 : Schlitz Playhouse of Stars, saison 3, épisode 22 Give the Guy Break d'Harold D. Schuster
- 1954 : Histoires du siècle dernier (Stories of the Century), saison 1, épisode 18 Bill Longley de William Witney : le shérif Milt Mas
- 1956 : Cisco Kid (The Cisco Kid), saison 6, épisode 15 Strangers de Lambert Hillyer : Brace Haskell
- 1956 : Cheyenne, saison 2, épisode 4 The Bounty Killers de Walter Doniger : Haney